# Кировский сельский округ (Сочи)
Ки́ровский се́льский о́круг — административно-территориальная единица в Лазаревском районе города Сочи (муниципального образования город-курорт Сочи) в Краснодарском крае.
Административный центр — аул Тхагапш.
Объединяет земли и населённые пункты района, находящиеся за городской чертой в бассейнах рек Псезуапсе и Цусхвадж.

## География
Административно-территориальная единица расположена в центральной части Лазаревского района города-курорта Сочи.
В состав сельского округа входят четыре населённых пункта. Сельский округ является вторым по величине площади, административной единицей Лазаревского района. 
Граничит с землями административно-территориальнах единиц: Лыготхский сельский округ на северо-западе, Кичмайский сельский округ на юго-востоке, а также с городскими микрорайонами города Сочи на западе. На востоке земли округа ограничен Главным Кавказским хребтом.
Сельский округ расположен в предгорной и горной зонах Большого Сочи. Рельеф местности представляет собой в основном сильно расчленённую горную местность с густым лесным покровом, возвышающаяся от с запада на восток. Средние высоты составляют около 804 метров над уровнем моря. Абсолютные высоты в верховьях реки Псезуапсе достигают высот в 1800 метров над уровнем моря.
Гидрографическая сеть представлена бассейнами рек Псезуапсе и Цусхвадж. Также местность богата пресными и различными минеральными источниками.
Климат в округе в основном субтропический, и характеризуется тёплым летом и прохладной малоснежной зимой. С удалением от моря возвышается континентальность климата. Среднегодовая температура воздуха составляет около +14,2°С и колеблется от средних +5,3°С в январе до +23,2°С в июле. Среднее количество осадков в год составляет около 1300 мм. В зависимости от северного склона Главного Кавказского хребта, на южном склоне основное количество осадков выпадает в зимний период.

## История
Кировский сельский Совет был образован 12 января 1965 года из числа населённых пунктов расположенных в долине реки Псезуапсе выше посёлка Лазаревское, которые ранее были переданы в состав Туапсинского района из Лазаревского, а затем возвращены обратно. Также в территорию сельского совета были переданы верховья реки Цусхвадж.
В 1992 году Кировский сельский Совет реорганизован и преобразован в Кировский сельский округ.
Современные границы Кировского сельского округа установлены согласно закону от 1995 года. Ныне иногда также упоминаться другое название территориальной единицы — Тхагапшский сельский округ, по названию административного центра округа.

## Население
| 2002 | 2010 |
| ---- | ---- |
| 598  | ↗712 |

### Национальный состав
По данным Всероссийской переписи населения 2010 года:
| Народ           | Численность, чел. | Доля от всего населения, % |
| --------------- | ----------------- | -------------------------- |
| русские         | 468               | 65,7 %                     |
| адыги (черкесы) | 134               | 18,8 %                     |
| армяне          | 44                | 6,2 %                      |
| украинцы        | 26                | 3,7 %                      |
| другие          | 60                | 5,6 %                      |
| всего           | 712               | 100 %                      |

## Населённые пункты
В состав сельского округа входят 4 населённых пункта:
| № | Населённый пункт | Тип нп | Население (чел.) | Доля (%) |
| - | ---------------- | ------ | ---------------- | -------- |
| 1 | Алексеевское     | село   | ↗405             | 56,9 %   |
| 2 | Марьино          | село   | ↗117             | 16,4 %   |
| 3 | Татьяновка       | село   | ↘23              | 3,2 %    |
| 4 | Тхагапш          | аул    | ↗167             | 23,5 %   |

## Администрация округа
Адрес администрации Кировского сельского округа: 354238, г. Сочи, аул Тхагапш, ул. Ровная, д. 33.
Главы администрации сельского округа:
- Яцуков Юрий Иванович
- Сизо Заур Шабанович